# Liste der denkmalgeschützten Objekte in Alberndorf in der Riedmark
Die Liste der denkmalgeschützten Objekte in Alberndorf in der Riedmark enthält die 5 denkmalgeschützten, unbeweglichen Objekte der Gemeinde Alberndorf in der Riedmark in Oberösterreich (Bezirk Urfahr-Umgebung).

## Denkmäler
| Foto  |                 | Denkmal | Standort                                              | Beschreibung | Metadaten |
| ----- | --------------- | --- | ----------------------------------------------------- | --- | --- |
| ja BW | Datei hochladen | Anlage Schloss und Ruine Riedegg HERIS-ID: 1503seit 2024                                                        | Schloss Riedegg 1 Standort KG: Oberndorf              | Bei der Ruinen- und Schlossanlage Riedegg handelt es sich um eine bemerkenswerte Burgruine mit einem hakenförmigen Renaissance- bzw. Barockschloss. Anmerkung: Bis 2023 waren Ruine und Schloss getrennt geschützt.                                                     | BDA-Hist.: Q126103490 Status: Bescheid Stand der BDA-Liste: 2025-06-30 Name: Anlage Schloss und Ruine Riedegg GstNr.: 1, 5, .3/1, .3/2, 9/1, 9/4, 9/5, 9/6, 9/8, 1618/1 Anlage Schloss und Ruine Riedegg                                       |
| BW    | Datei hochladen | Trassenabschnitt der ehemaligen Pferdeeisenbahn im Kleinen Gusental HERIS-ID: 112363 Objekt-ID: 130506seit 2015 | bei Gusentalstraße 34 Standort KG: Oberndorf          | Dieser Abschnitt der Pferdeeisenbahn enthält auch die einbogige, aus Bruchsteinen gemauerte Straßenbrücke Lugstetten. Anmerkung: Bis 2017 war die Brücke Lugstetten unter der eigenen ID 130506 ausgewiesen.                                                            | BDA-Hist.: Q37830573 Status: Bescheid Stand der BDA-Liste: 2025-06-30 Name: Trassenabschnitt der ehemaligen Pferdeeisenbahn im Kleinen Gusental GstNr.: 1149/2, 1666/16, 1666/17, 1666/19, 1666/20, 1666/2, 1666/18, 1666/13, 1666/14, 1666/15 |
| ja    | Datei hochladen | Eisenbahnbrücke der ehem. Mittelstation Bürstenbach HERIS-ID: 22367 Objekt-ID: 18698                            | Pferdeeisenbahn 7, in der Nähe Standort KG: Oberndorf | Die Eisenbahnbrücke der ehemaligen Mittelstation Bürstenbach wurde 1832 durch Matthias Schönerer für die Strecke der Pferdeeisenbahn Budweis–Linz–Gmunden errichtet. Am 6. August 2000 wurde die Brücke durch ein Hochwasser zerstört. 2008 wurde sie wieder aufgebaut. | BDA-Hist.: Q37869118 Status: § 2a Stand der BDA-Liste: 2025-06-30 Name: Eisenbahnbrücke der ehem. Mittelstation Bürstenbach GstNr.: 1667 Bürstenbachbrücke                                                                                     |
| ja    | Datei hochladen | Kath. Pfarrkirche Mariae Himmelfahrt HERIS-ID: 22364 Objekt-ID: 18695                                           | Kirchenplatz Standort KG: Pröselsdorf                 | Die Kirche wurde zwischen 1842 und 1845 errichtet und stellt ein typisches Beispiel eines Kirchenbaus der Zeit des Vormärzes in nüchternem Reduktionsklassizismus dar.                                                                                                  | BDA-Hist.: Q24175502 Status: § 2a Stand der BDA-Liste: 2025-06-30 Name: Kath. Pfarrkirche Mariae Himmelfahrt GstNr.: .26/5 Pfarrkirche Alberndorf in der Riedmark                                                                              |
| ja    | Datei hochladen | Evangelisches Schul- und Bethaus, Gästehaus Weikersdorf HERIS-ID: 5162 Objekt-ID: 1024                          | Weikersdorf 1 Standort KG: Steinbach                  | Das Gästehaus Weikersdorf wurde 1861 als Schul- und Bethaus unter Einbeziehung älterer Bauteile errichtet. | BDA-Hist.: Q37723003 Status: § 2a Stand der BDA-Liste: 2025-06-30 Name: Evangelisches Schul- und Bethaus, Gästehaus Weikersdorf GstNr.: .188                                                                                                   |

## Ehemalige Denkmäler
| Foto |                 | Denkmal                                                  | Standort                                 | Beschreibung | Metadaten |
| ---- | --------------- | -------------------------------------------------------- | ---------------------------------------- | --- | --- |
| ja   | Datei hochladen | Schloss Riedegg HERIS-ID: 22362 Objekt-ID: 18693bis 2023 | Schloss Riedegg 1 Standort KG: Oberndorf | Bei der Ruinen- und Schlossanlage Riedegg handelt es sich um eine bemerkenswerte Burgruine mit einem hakenförmigen Renaissance- bzw. Barockschloss. Anmerkung: 2024 wurden die bisher getrennten Objekte Schloss und Ruine zu einer gemeinsam geschützten Anlage zusammengefasst. | BDA-Hist.: Q2243164 Status: § 2a Stand der BDA-Liste: 2023-06-05 Name: Schloss Riedegg GstNr.: .3/1 Schloss Riedegg  |
| ja   | Datei hochladen | Ruine Riedegg HERIS-ID: 22363 Objekt-ID: 18694bis 2023   | Schloss Riedegg 1 Standort KG: Oberndorf | Bei der Ruinen- und Schlossanlage Riedegg handelt es sich um eine bemerkenswerte Burgruine mit einem hakenförmigen Renaissance- bzw. Barockschloss. Anmerkung: 2024 wurden die bisher getrennten Objekte Schloss und Ruine zu einer gemeinsam geschützten Anlage zusammengefasst. | BDA-Hist.: Q15108344 Status: § 2a Stand der BDA-Liste: 2023-06-05 Name: Ruine Riedegg GstNr.: .3/1 Burgruine Riedegg |